# Barcarolle op. 41 de Bonis
Pour les articles homonymes, voir Barcarolle (homonymie).
La Barcarolle, op. 41, est une œuvre de la compositrice Mel Bonis, datant de 1899.

## Composition
Mel Bonis compose sa Barcarolle en si bémol majeur pour piano en 1899. L'œuvre est publiée à titre posthume en 2006, par les éditions Furore.

## Edition actuelle
- In Mel Bonis, œuvres pour piano, Volume 3- Pièces pittoresques et poétiques B; éd. Furore, 2006

## Sources
- Étienne Jardin, Mel Bonis (1858-1937) : parcours d'une compositrice de la Belle Époque, 2020 (ISBN 978-2-330-13313-9 et 2-330-13313-8, OCLC 1153996478, lire en ligne)